# تراکم سه‌جزئی گریکو
تراکم سه‌جزئی گریکو(به انگلیسی: Grieco three-component condensation) یک واکنش شیمیایی در شیمی آلی است که از طریق واکنش چندجزئی آلدهید، آنیلین و یک آلکن غنی از الکترون، ترکیبات هتروسیکل شش عضوی حاوی نیتروژن تولید می‌کند. این واکنش توسط تری‌فلورواستیک اسید یا اسیدهای لوئیس مانند تری‌فلورومتان‌سولفونات ایتربیم (Yb(OTf)3) کاتالیز می‌شود. این واکنش به افتخار پل گریکو نامگذاری شده‌است، که اولین بار آن را در سال ۱۹۸۵ گزارش کرد.

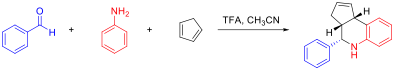
جفت‌شدن سه جزئی گریکو

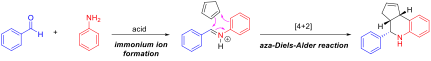
سازوکار جفت‌شدن سه جزئی گریکو